# Hôtel Saint-Gregory (film, 1967)
Pour les articles homonymes, voir Hotel.
Pour plus de détails, voir Fiche technique et Distribution.
Hôtel Saint-Gregory (Hôtel) est une comédie dramatique américaine réalisée en 1966 par Richard Quine et sortie l'année suivante. Elle est adaptée du roman Hôtel Saint-Gregory d’Arthur Hailey, paru en 1965.

## Fiche technique
- Réalisation : Richard Quine
- Scénario : Wendell Mayes d'après le roman d'Arthur Hailey
- Producteur : Wendell Mayes
- Genre : Drame
- Musique : Johnny Keating
- Date de sortie : 14 juin 1967 (France)
- Durée : 124 minutes

## Distribution
- Rod Taylor : Peter MacDermott, le gérant de l’hôtel Saint-Gregory à La Nouvelle-Orléans
- Catherine Spaak : Jeanne Rochefort, la maîtresse française d'O'Keefe dont il s’éprend
- Karl Malden : Keycase, un rat d’hôtel
- Melvyn Douglas : Warren Trent, le propriétaire de l’hôtel Saint-Gregory
- Richard Conte : Dupere, le détective de l’hôtel et maître-chanteur sans scrupules
- Michael Rennie : Geoffrey, duc de Lanbourne, futur ambassadeur britannique aux États-Unis
- Merle Oberon : la duchesse Caroline
- Kevin McCarthy : Curtis O’Keefe
- Carmen McRae : Christine
- Alfred Ryder : le capitaine Yolles
- Roy Roberts : Bailey
- Al Checco : Herbie Chandler
- Sheila Bromley : madame Grandin
- Harry Hickox : Sam
- William Lanteau : Mason